# Schoenen Torfs
Schoenen Torfs is een Belgische schoenwinkelketen. Het familiebedrijf telde begin 2024 meer dan 75 vestigingen, verspreid over heel België.

## Geschiedenis
Het bedrijf kende zijn oorsprong in Lier na de Tweede Wereldoorlog. Louis Torfs uit Lier verkocht zijn schoenen in Mechelen op de markt. Hij richtte met zijn echtgenote in oktober 1948 vier winkels op, die door hun twee zonen Karel en Herman Torfs samen met schoonzoon Staf Verlinden werden voortgezet. 
Het bedrijf werd in 1986 verder gezet door Wouter Torfs, een kind van de derde Torfs-generatie en zoon van Karel Torfs.  Onder zijn leiderschap steeg het aantal winkels van 26 naar 72 en de omzet van 10 naar 115 miljoen euro. 
In 2023, na 33 jaar dienst als CEO, gaf Wouter Torfs de fakkel door aan zijn nicht Lise Conix. Conix behoort tot de 4de generatie van de familie Torfs.

## Winkels
In het begin van 2024 telde Schoenen Torfs meer dan 75 winkels verspreid over België. Naast schoenen voor dames, heren en kinderen, bieden de winkels ook tassen, accessoires en dameskleding aan. De keten heeft de afgelopen jaren al tachtig winkels vernieuwd naar een moderner winkelconcept.
In 2018 zette Torfs zijn eerste stappen in Wallonië. Sindsdien is de keten uitgebreid naar twee Waalse vestigingen: in Dinant en Marche-en-Famenne.

## Webshop
In maart 2012 is Torfs gestart met een eigen webshop. In het eerste jaar verkocht de schoenwinkelketen online 16.000 paar schoenen. In 2021 was dit aantal gestegen naar 700.000 paar, wat een vijfde van de totale jaaromzet vertegenwoordigde.
Twee jaar na de start van de Belgische webshop, volgde een Nederlandse webwinkel. Begin 2021 sloot Torfs de deuren van die Nederlandse webshop, omdat de winkelketen te veel moest investeren in de naamsbekendheid om door te breken. Verzending naar Nederland werd wel mogelijk via de Belgische website. 
In 2018 werd de Torfs webshop uitgebreid met een Franstalige versie: Chaussures Torfs.
De online shop van Torfs is een aantal keer bekroond met de Webshop Awards Belgium, in de categorie Schoenen. Deze publieksprijs wordt toegekend op basis van de stemmen van meer dan honderdduizend consumenten, die letten op aspecten zoals prijs, klantvriendelijkheid, assortiment en bezorging.
Het distributiecentrum van de webshop is gevestigd in Temse, Oost-Vlaanderen. In 2024 heeft Torfs 3 miljoen euro geïnvesteerd in de uitbreiding van dit magazijn, waardoor de schoenwinkelketen het meer dan een derde groter maakt.

## Prijzen en onderscheidingen
Torfs is elf keer verkozen als Beste Werkgever van België, in de categorie grote organisaties met meer dan 500 werknemers. De Great Place To Work-award bekroonde zo de winkelketen voor goed werkgeverschap en een mensgerichte organisatiecultuur. In 2019 werd Torfs uitgeroepen tot Beste Werkgever van Europa, in de categorie organisaties met meer dan 500 werknemers.